# Iñigo Rey
Iñigo Rey Ortega (19 de mayo de 1984, Ciudad de México, México) es un futbolista mexicano que juega como delantero.

## Trayectoria
Debutó en el Apertura 2003 con el Puebla, en un partido contra Pumas, que terminó empatado a 1, sólo jugó 1 año con los camoteros, y fue cedido a varios equipos.

## Clubes
| Club                 | País   | Año       |
| -------------------- | ------ | --------- |
| Puebla FC            | México | 2003      |
| Trotamundos Tijuana  | México | 2003      |
| Tampico Madero       | México | 2006-2010 |
| Alacranes de Durango | México | 2010-2011 |
| Mérida FC            | México | 2011-2012 |
| CD Irapuato          | México | 2012-2013 |
| Ballenas Galeana     | México | 2013      |